# Neoeklektikus stílusú épületek Budapesten
Az alábbi lista a két világháború közötti időszakban (kb. 1920-től kb. 1945-ig), neoeklektikus stílusban épült budapesti épületeket gyűjti össze alkotók szerint. Az információk hiánya miatt a lista nem tekinthető teljesnek.
A ma már nem látható, elpusztult, elbontott épületeket piros színnel emeli ki a lista.
A Budapesten kívüli magyar neoeklektikus épületeket a Neoeklektikus stílusú épületek Magyarországon lista gyűjti.

## Alkotói, alkotásai

### Adamek Ferenc
| Kép | Név                                     | Helyszín                | Építés ideje | Stílusirányzat | Megjegyzés |
| --- | --------------------------------------- | ----------------------- | ------------ | -------------- | ---------- |
|     | Óbudai Feltámadt Üdvözítő temetőkápolna | Budapest, Bécsi út 365. | 1931         | neogót         |            |

### Balázs Ernő
| Kép | Név                                                                         | Helyszín                 | Építés ideje | Stílusirányzat | Megjegyzés                                                                                              |
| --- | --------------------------------------------------------------------------- | ------------------------ | ------------ | -------------- | --- |
|     | Villányi úti Nagyboldogasszony templom (Nagyboldogasszony kisegítő kápolna) | Budapest, Villányi út 3. | 1923–1924    | neoromán       | Ideiglenes kisebb épület volt, a Budai ciszterci Szent Imre-templom (1938) megépülése után elbontották. |

### Bálint ZoltánésJámbor Lajos
| Kép | Név                              | Helyszín                | Építés ideje | Stílusirányzat | Megjegyzés |
| --- | -------------------------------- | ----------------------- | ------------ | -------------- | ---------- |
|     | Székesfővárosi kislakásos bérház | Budapest, Üllői út 124. | 1926         |                |            |

### Bauer Emil
| Kép | Név         | Helyszín                  | Építés ideje | Stílusirányzat  | Megjegyzés |
| --- | ----------- | ------------------------- | ------------ | --------------- | ---------- |
|     | Corvin mozi | Budapest, Corvin köz 1.   | 1921–1927    | neoklasszicista |            |
|     | lakóház     | Budapest, Tátra u. 5/b.   | 1927         | neobarokk       |            |
|     | lakóház     | Budapest, Pannónia u. 26. | 1928         | neobarokk       |            |
|     | lakóház     | Budapest, Pannónia u. 34. | 1928         | neobarokk       |            |

### Baumhorn Lipót
| Kép | Név                            | Helyszín                             | Építés ideje | Stílusirányzat | Megjegyzés                                    |
| --- | ------------------------------ | ------------------------------------ | ------------ | -------------- | --------------------------------------------- |
|     | Páva utcai zsinagóga           | Budapest, Páva utca 39.              | 1923–1924    | neogót?        |                                               |
|     | Márkus K. és Frank N. lakóháza | Budapest, Erzsébet királyné útja 41. | 1930–1931    | neogót?        | Somogyi György is részt vett a munkálatokban. |

### Bánszky Mihály
| Kép | Név                               | Helyszín               | Építés ideje | Stílusirányzat | Megjegyzés |
| --- | --------------------------------- | ---------------------- | ------------ | -------------- | ---------- |
|     | Pestszentimrei Szent Imre-templom | Budapest, Nemes u. 17. | 1927–1939    | neogót         |            |

### Benkő János
| Kép | Név                                  | Helyszín                       | Építés ideje   | Stílusirányzat | Megjegyzés |
| --- | ------------------------------------ | ------------------------------ | -------------- | -------------- | ---------- |
|     | Pestszentlőrinci evangélikus templom | Budapest, Kossuth Lajos tér 3. | 1929 vagy 1932 | neogót         |            |

### Bruno Buchwieser
| Kép | Név                               | Helyszín                        | Építés ideje | Stílusirányzat | Megjegyzés |
| --- | --------------------------------- | ------------------------------- | ------------ | -------------- | ---------- |
|     | Újpesti Nagyboldogasszony-templom | Budapest, Anscher Lipót tér 10. | 1928         | neoromantikus? |            |

### Delmár Béla
| Kép | Név     | Helyszín                  | Építés ideje | Stílusirányzat | Megjegyzés |
| --- | ------- | ------------------------- | ------------ | -------------- | ---------- |
|     | lakóház | Budapest, Pannónia u. 25. | 1932–1933    | neobarokk      |            |

### Diebold Hermann
| Kép | Név                                          | Helyszín                                | Építés ideje | Stílusirányzat | Megjegyzés                              |
| --- | -------------------------------------------- | --------------------------------------- | ------------ | -------------- | --------------------------------------- |
|     | Csepeli Kultúrház                            | Budapest, Szent Imre tér 20.            | 1925–1927    |                | A második világháború alatt elpusztult. |
|     | Pacsirtatelepi Magyarok Nagyasszonya templom | Budapest, Magyarok Nagyasszonya tér 12. | 1930–1936    | neogót         |                                         |

### Dusek EdeésHoresnyi József
| Kép | Név                                         | Helyszín                  | Építés ideje | Stílusirányzat | Megjegyzés |
| --- | ------------------------------------------- | ------------------------- | ------------ | -------------- | ---------- |
|     | Kőbánya-MÁV-telepi Kisboldogasszony-templom | Budapest, Tbiliszi tér 1. | 1930–1931    | neoromán       |            |

### Exler JenőésZobel Lajos
| Kép | Név                                                     | Helyszín           | Építés ideje | Stílusirányzat | Megjegyzés |
| --- | ------------------------------------------------------- | ------------------ | ------------ | -------------- | ---------- |
|     | Budapesti Kőbányai Magyar Királyi Dohánybeváltó Hivatal | Budapest, Tárna u. | 1927         | neoromán       |            |

### Fábián Gáspár
| Kép | Név                              | Helyszín                   | Építés ideje | Stílusirányzat | Megjegyzés                              |
| --- | -------------------------------- | -------------------------- | ------------ | -------------- | --------------------------------------- |
|     | Fáy András Gimnázium             | Budapest, Mester u. 60-62. | 1922–1928    | neobarokk ?    | Kismarty-Lechner Loránddal közös munka. |
|     | Szent Kereszt-templom            | Budapest, Üllői út 145.    | 1929–1930    | neoromán       |                                         |
|     | Szend Család-templom             | Budapest, Szondi u. 67.    | 1930–1931    | neogót         |                                         |
|     | Szent Margit Gimnázium           | Budapest, Villányi út 5-7. | 1932–1933    | neobarokk      |                                         |
|     | Páli Szent Vince-plébániatemplom | Budapest, Haller u. 19-21. | 1935–1936    | neoromán       |                                         |

### Fanta István
| Kép | Név                                                        | Helyszín                        | Építés ideje | Stílusirányzat | Megjegyzés |
| --- | ---------------------------------------------------------- | ------------------------------- | ------------ | -------------- | ---------- |
|     | Pestszentlőrinc–Havannatelepi Szent László plébániatemplom | Budapest, Kondor Béla sétány 6. | 1934–1935    | neobarokk?     |            |

### Feith Mihály
| Kép | Név                    | Helyszín                   | Építés ideje | Stílusirányzat | Megjegyzés |
| --- | ---------------------- | -------------------------- | ------------ | -------------- | ---------- |
|     | Rákospalotai zsinagóga | Budapest, Régi Fóti út 77. | 1926–1927    | neoromán?      |            |

### Foerk Ernő
| Kép | Név                  | Helyszín                   | Építés ideje | Stílusirányzat | Megjegyzés |
| --- | -------------------- | -------------------------- | ------------ | -------------- | ---------- |
|     | Szent Mihály-templom | Budapest, Babér utca 17/b. | 1929–1930    | neoromán       |            |

### ifj. Francsek Imre
| Kép | Név                               | Helyszín                         | Építés ideje | Stílusirányzat  | Megjegyzés |
| --- | --------------------------------- | -------------------------------- | ------------ | --------------- | ---------- |
|     | a Széchenyi gyógyfürdő új szárnya | Budapest, Állatkerti körút 9-11. | 1926–1927    | neoklasszicista |            |

### Frecska János
| Kép | Név                            | Helyszín                  | Építés ideje | Stílusirányzat | Megjegyzés |
| --- | ------------------------------ | ------------------------- | ------------ | -------------- | ---------- |
|     | Rákosfalvai református templom | Budapest, Kerepesi út 69. | 1928–1929    | neoromán       |            |

### Fridrich Lajos
| Kép | Név               | Helyszín                   | Építés ideje | Stílusirányzat | Megjegyzés                                             |
| --- | ----------------- | -------------------------- | ------------ | -------------- | ------------------------------------------------------ |
|     | kislakásos bérház | Budapest, Mester u. 37-39. | 1925–1926    | neobarokk?     | Épült Liber Endre kislakásépítési programja keretében. |

### Góth Jenő
| Kép | Név     | Helyszín                        | Építés ideje | Stílusirányzat | Megjegyzés |
| --- | ------- | ------------------------------- | ------------ | -------------- | ---------- |
|     | lakóház | Budapest, Hollán Ernő u. 9.     | 1927–1928    | neobarokk      |            |
|     | lakóház | Budapest, Hollán Ernő u. 13-15. | 1928         | neobarokk      |            |
|     | lakóház | Budapest, Tátra u. 7.           | 1928         | neobarokk      |            |
|     | lakóház | Budapest, Tátra u. 18.          | 1928         | neobarokk      |            |
|     | lakóház | Budapest, Hollán Ernő u. 17.    | 1928         | neobarokk      |            |
|     | lakóház | Budapest, Tátra u. 14-16.       | 1928         | neobarokk      |            |
|     | lakóház | Budapest, Tátra u. 21.          | 1928         | neobarokk      |            |
|     | lakóház | Budapest, Hollán Ernő u. 30.    | 1931–1932    | neobarokk      |            |

### Gyárfás Antal
| Kép | Név    | Helyszín                 | Építés ideje | Stílusirányzat | Megjegyzés |
| --- | ------ | ------------------------ | ------------ | -------------- | ---------- |
|     | bérház | Budapest, Tátra u. 20/b. | 1929         | neobarokk      |            |

### Hegedűs ÁrminésBöhm Henrik,Freund Dezső
| Kép | Név                              | Helyszín                         | Építés ideje | Stílusirányzat | Megjegyzés                                               |
| --- | -------------------------------- | -------------------------------- | ------------ | -------------- | -------------------------------------------------------- |
|     | Székesfővárosi kislakásos bérház | Budapest, Gyöngyösi utca 2-6.    | 1926         | neobarokk      | Épültek Liber Endre kislakásépítési programja keretében. |
|     | lakóház                          | Budapest, Pannónia u. 36.        | 1927–1928    | neobarokk      |                                                          |
|     | Szülőotthon                      | Budapest, Görgey Artúr út 69-71. | 1928         | neobarokk      |                                                          |

### Heintz Béla
| Kép | Név                                                | Helyszín                                   | Építés ideje | Stílusirányzat | Megjegyzés |
| --- | -------------------------------------------------- | ------------------------------------------ | ------------ | -------------- | ---------- |
|     | Wekerlei Munkás Szent József-templom               | Budapest, Wekerletelep, Kós Károly tér 16. | 1926–1930    | neoromán       |            |
|     | Rákospalota MÁV-telepi Jézus Szíve plébániatemplom | Budapest, Mozdonyvezető u. 2.              | 1934–1935    | neoromán       |            |

### Horváth Antal
| Kép | Név     | Helyszín                  | Építés ideje | Stílusirányzat | Megjegyzés |
| --- | ------- | ------------------------- | ------------ | -------------- | ---------- |
|     | lakóház | Budapest, Pozsonyi út 30. | 1932–1933    | neobarokk      |            |

### Hültl Dezső
| Kép | Név                              | Helyszín                        | Építés ideje | Stílusirányzat  | Megjegyzés                                             |
| --- | -------------------------------- | ------------------------------- | ------------ | --------------- | ------------------------------------------------------ |
|     | Székesfővárosi kislakásos bérház | Budapest, Vajda Péter u. 43.    | 1926         | neoromán        | Épült Liber Endre kislakásépítési programja keretében. |
|     | MAHART Gabonatárház              | Budapest, Weiss Manfréd u. 5–7. | 1928         | neoklasszicista |                                                        |

### Irsy László
| Kép | Név                                              | Helyszín                      | Építés ideje | Stílusirányzat | Megjegyzés |
| --- | ------------------------------------------------ | ----------------------------- | ------------ | -------------- | ---------- |
|     | Csepeli Jézus Szíve templom                      | Budapest, Sas utca 10.        | 1930–1933    | neobarokk      |            |
|     | Rákoshegyi Lisieux-i Szent Teréz plébániatemplom | Budapest, Szent István tér 1. | 1934–1937    | neobarokk      |            |

### Jakab Dezső
| Kép | Név         | Helyszín                 | Építés ideje | Stílusirányzat                        | Megjegyzés |
| --- | ----------- | ------------------------ | ------------ | ------------------------------------- | ---------- |
|     | villaépület | Budapest, Borbolya u. 4. | 1929         | neobarokk. Sós Aladárral közös munka. |            |

### Jakobik Gyula
| Kép | Név     | Helyszín                     | Építés ideje | Stílusirányzat | Megjegyzés |
| --- | ------- | ---------------------------- | ------------ | -------------- | ---------- |
|     | lakóház | Budapest, Pozsonyi út 26-28. | 1932–1933    | neobarokk      |            |

### Jendrassik Alfréd
| Kép | Név                                               | Helyszín                                   | Építés ideje | Stílusirányzat   | Megjegyzés                                      |
| --- | ------------------------------------------------- | ------------------------------------------ | ------------ | ---------------- | ----------------------------------------------- |
|     | Rakovszky-udvar                                   | Budapest, Attila út 29. / Váralja utca 25. | 1925–1927    | neoklasszicista? |                                                 |
|     | Árpád Kórház                                      | Budapest, Árpád út 124-126.                | 1927–1930    | neoklasszicista? |                                                 |
|     | Magyar Királyi Országos Állategészségügyi Intézet | Budapest, Tábornok utca 2.                 | 1928         | neoklasszicista? | ma: Állategészségügyi Diagnosztikai Igazgatóság |

### Jónás DávidésJónás Zsigmond
| Kép | Név        | Helyszín                  | Építés ideje | Stílusirányzat   | Megjegyzés |
| --- | ---------- | ------------------------- | ------------ | ---------------- | ---------- |
|     | Phönix-ház | Budapest, Pannónia u. 25. | 1928–1929    | neoklasszicizáló |            |

### Kappéter Géza
| Kép | Név                                                        | Helyszín                                        | Építés ideje | Stílusirányzat | Megjegyzés                                                                |
| --- | ---------------------------------------------------------- | ----------------------------------------------- | ------------ | -------------- | ------------------------------------------------------------------------- |
|     | az úgynevezett „Horthy-telep” 86 lakásból álló 3 lakóháza, | Budapest, Böszörményi út 4-8.                   | 1926–1927    | neobarokk?     | Martonosi Baráth Lajossal közösen).                                       |
|     | MÁV kórház                                                 | Budapest, Dózsa György út / Podmaniczky u. 111. | 1927–1932    | neobarokk?     | 3 épület, 2 áll közülük napjainkban. Későbbi Állami Egészségügyi Központ. |

### Kismarty-Lechner Jenő
| Kép | Név                                                 | Helyszín                       | Építés ideje | Stílusirányzat         | Megjegyzés                                             |
| --- | --------------------------------------------------- | ------------------------------ | ------------ | ---------------------- | ------------------------------------------------------ |
|     | Budapesti Ferences Mária Missziós nővérek zárdaháza | Budapest, Hermina út 21.       | 1924–1926    | neoromán               |                                                        |
|     | Magyarok Nagyasszonya-templom (Tisztviselőtelep)    | Budapest, Bláthy Ottó utca 22. | 1924–1931    | neoklasszicista        |                                                        |
|     | Székesfővárosi kislakásos bérház                    | Budapest, Mester u. 33-35.     | 1926         | neoklasszicista-neogót | Épült Liber Endre kislakásépítési programja keretében. |

### Kismarty-Lechner Loránd
| Kép | Név                                                | Helyszín                          | Építés ideje | Stílusirányzat | Megjegyzés |
| --- | -------------------------------------------------- | --------------------------------- | ------------ | -------------- | ---------- |
|     | Pestújhelyi Keresztelő Szent János plébániatemplom | Budapest, Klebelsberg Kunó u. 43. | 1926–1927    | neoromán       |            |
|     | Sashalmi Krisztus Király plébániatemplom           | Budapest, Sasvár u. 23.           | 1927–1931    | neoromán       |            |

### Kiss József
| Kép | Név                               | Helyszín                  | Építés ideje | Stílusirányzat | Megjegyzés                                                                                |
| --- | --------------------------------- | ------------------------- | ------------ | -------------- | ----------------------------------------------------------------------------------------- |
|     | „Isteni Szeretet Leányai” rendház | Budapest, Farkasvölgyi út | 1925–1927    | neogót         | Ma a Nemzeti Közszolgálati Egyetem (korábbi Rendőrtiszti Főiskola) használja az épületet. |

### Korb Flóris
| Kép | Név            | Helyszín               | Építés ideje | Stílusirányzat  | Megjegyzés |
| --- | -------------- | ---------------------- | ------------ | --------------- | ---------- |
|     | Pénzjegynyomda | Budapest, Markó u. 13. | 1923–1925    | neoklasszicista |            |

### Kotsis Iván
| Kép | Név             | Helyszín                | Építés ideje | Stílusirányzat  | Megjegyzés |
| --- | --------------- | ----------------------- | ------------ | --------------- | --- |
|     | Tejivó csarnok  | Budapest, Margit-sziget | 1922         | neoklasszicista | A Víztorony közelében épült fel. A Szabadtéri Színpad építése miatt 1938-ban áthelyezték a szigeti ferences templomromok melletti nádori villához. |
|     | Regnum Marianum | Budapest, Városliget    | 1925–1931    | nooromán        | Elbontva 1951-ben. |

### Laykauf Károly
| Kép | Név     | Helyszín                  | Építés ideje | Stílusirányzat | Megjegyzés |
| --- | ------- | ------------------------- | ------------ | -------------- | ---------- |
|     | lakóház | Budapest, Balzac u 37-39. | 1927         | neobarokk      |            |

### Lechner Ödön
| Kép | Név                | Helyszín                        | Építés ideje | Stílusirányzat | Megjegyzés |
| --- | ------------------ | ------------------------------- | ------------ | -------------- | --- |
|     | Simor utcai iskola | Budapest, Vajda Péter u. 25–31. | 1913–1924    | neoromán       | Ma: Vajda Péter Ének-zenei Általános és Sportiskola. Az iskola építése az első világháború kitörése miatt húzódott el. Lechner 1914-es halála után Reichl Kálmán fejezte be. |

### Löffler Samu Sándor
| Kép | Név     | Helyszín                  | Építés ideje | Stílusirányzat | Megjegyzés |
| --- | ------- | ------------------------- | ------------ | -------------- | ---------- |
|     | lakóház | Budapest, Pozsonyi út 25. | 1927–1928    | neoreneszánsz  |            |

### Lux Kálmán
| Kép | Név                | Helyszín                | Építés ideje | Stílusirányzat | Megjegyzés                                   |
| --- | ------------------ | ----------------------- | ------------ | -------------- | -------------------------------------------- |
|     | Premontrei konvent | Budapest, Margit-sziget | 1930–1932    | neoromán       | Középkori kolostor helyreállítása alapoktól. |

### Makkoldy József
| Kép | Név                   | Helyszín                      | Építés ideje | Stílusirányzat  | Megjegyzés |
| --- | --------------------- | ----------------------------- | ------------ | --------------- | ---------- |
|     | ipartestületi székház | Budapest, Wesselényi utca 73. | 1929         | neoklasszicista |            |

### Málnai Béla
| Kép | Név                                                                            | Helyszín                                  | Építés ideje | Stílusirányzat | Megjegyzés                            |
| --- | ------------------------------------------------------------------------------ | ----------------------------------------- | ------------ | -------------- | ------------------------------------- |
|     | a Magyar Általános Kőszénbánya Rt. Nyugdíjintézetének Kossuth téri bérpalotája | Budapest,                                 | 1927         | neobarokk      |                                       |
|     | bérház                                                                         | Budapest, Csaba u. 9.                     | 1928–1929    | neobarokk      |                                       |
|     | Málnai Béla saját bérháza                                                      | Budapest, Budafoki út 33.                 | 1928–1929    | neobarokk      |                                       |
|     | bérház                                                                         | Budapest, Szilágyi Erzsébet fasor 43/a-b. | 1929         | neobarokk      |                                       |
|     | bérház                                                                         | Budapest, Szilágyi Erzsébet fasor 45/a-b. | 1929         | neobarokk      | elpusztult, helyén ma a Körszálló áll |
|     | Koháry-palota                                                                  | Budapest, Nagy Ignác u. 16.               | 1929         | neobarokk      |                                       |
|     | Szöllősy-ház                                                                   | Budapest, Szemere u. 19.                  | 1929         | neobarokk      |                                       |
|     | Ungár-ház                                                                      | Budapest, Dob u. 1.                       | 1930         | neobarokk      |                                       |
|     | Neuhauser-ház (I.)                                                             | Budapest, Rómer Flóris u. 12-14.          | 1931         | neobarokk      | Szőke Imrével közös alkotás           |
|     | bérház                                                                         | Budapest, Fillér u. 16.                   | 1932         | neobarokk      |                                       |

### Medgyes Alajos
| Kép | Név     | Helyszín                 | Építés ideje | Stílusirányzat | Megjegyzés |
| --- | ------- | ------------------------ | ------------ | -------------- | ---------- |
|     | lakóház | Budapest, Tátra u. 8.    | 1927         | neobarokk      |            |
|     | lakóház | Budapest, Tátra u. 12/b. | 1927         | neobarokk      |            |

### Möller István
| Kép | Név                             | Helyszín               | Építés ideje | Stílusirányzat | Megjegyzés |
| --- | ------------------------------- | ---------------------- | ------------ | -------------- | ---------- |
|     | Árpád-házi Szent Margit-templom | Budapest, Lehel tér 1. | 1931–1933    | neoromán       |            |

### Neuschloss Kornél
| Kép | Név                  | Helyszín  | Építés ideje | Stílusirányzat | Megjegyzés |
| --- | -------------------- | --------- | ------------ | -------------- | ---------- |
|     | Bethlen István-udvar | Budapest, | 1923–1924    | neobarokk      |            |

### Óváry Artúr
| Kép | Név                                       | Helyszín                                   | Építés ideje | Stílusirányzat | Megjegyzés |
| --- | ----------------------------------------- | ------------------------------------------ | ------------ | -------------- | ---------- |
|     | Pesterzsébeti evangélikus templom         | Budapest, Pesterzsébet, Ady Endre u. 89.   | 1926         | neoromán       |            |
|     | Kossuthfalvai Szent Lajos plébániatemplom | Budapest, Pesterzsébet, Szent Lajos tér 1. | 1926–1930    | neoromán       |            |

### Petrovácz Gyula
| Kép | Név                           | Helyszín                  | Építés ideje | Stílusirányzat | Megjegyzés                                                   |
| --- | ----------------------------- | ------------------------- | ------------ | -------------- | ------------------------------------------------------------ |
|     | Lisieux-i Szent Teréz-templom | Budapest, Kerepesi út 33. | 1928         | neoromán       |                                                              |
|     | Szent László-templom          | Budapest, Béke tér 1/a.   | 1928–1929    | neogót         |                                                              |
|     | Szentlélek-templom            | Budapest, Kassai tér 2.   | 1936–1937    | neoromán       | Az épület toronysisakja a második világháborúban elpusztult. |

### Reiss Zoltán
| Kép | Név                                 | Helyszín                          | Építés ideje | Stílusirányzat  | Megjegyzés |
| --- | ----------------------------------- | --------------------------------- | ------------ | --------------- | --- |
|     | a Haditermény Rt. budapesti irodája | Budapest, Szalay utca 10-14.      | 1918         | neoklasszicista | Egyike az első világháborút követően elkészült első budapesti középületeknek. Ma: Emberi Erőforrások Minisztériuma (EMMI) Központi Ügyfélszolgálati Iroda és oktatási hivatal. |
|     | Corvin Áruház                       | Budapest, Blaha Lujza tér         | 1926         | neoklasszicista | |
|     | bérház                              | Budapest, Damjanich utca 40-42    | 1927–1928    | neoklasszicista | |
|     | bérház                              | Budapest, Bajcsy-Zsilinszky út 5. | 1929         | neoklasszicista | |

### Révész Sámuel
| Kép | Név                 | Helyszín                    | Építés ideje | Stílusirányzat | Megjegyzés |
| --- | ------------------- | --------------------------- | ------------ | -------------- | ---------- |
|     | Goldberger Leó háza | Budapest, Vörösmarty tér 4. | 1928         |                |            |

### Riva József
| Kép | Név               | Helyszín                     | Építés ideje | Stílusirányzat | Megjegyzés       |
| --- | ----------------- | ---------------------------- | ------------ | -------------- | ---------------- |
|     | Borjúvásárcsarnok | Budapest, Máriássy utca 5-7. | 1927         | neobarokk?     | ma: Máriássy-ház |

### Román Miklós
| Kép | Név                           | Helyszín                                                      | Építés ideje | Stílusirányzat | Megjegyzés |
| --- | ----------------------------- | ------------------------------------------------------------- | ------------ | -------------- | ---------- |
|     | bérház                        | Budapest, Hungária körút 171–173. – Erzsébet királyné útja 4. | 1924         |                |            |
|     | Landesmann kaszinó és lakóház | Budapest, Klauzál utca 30. – Nyár utca 29.                    | 1924         |                |            |

### Rupp Géza
| Kép | Név                                                  | Helyszín               | Építés ideje | Stílusirányzat | Megjegyzés |
| --- | ---------------------------------------------------- | ---------------------- | ------------ | -------------- | ---------- |
|     | Pesterzsébet–Szabótelepi Jézus Szíve plébániatemplom | Budapest, Csoma u. 15. | 1930–1935    | neoromán       |            |

### Sándy Gyula
| Kép | Név                                      | Helyszín                        | Építés ideje | Stílusirányzat                             | Megjegyzés |
| --- | ---------------------------------------- | ------------------------------- | ------------ | ------------------------------------------ | ---------- |
|     | Postapalota                              | Budapest, Krisztina körút 6.    | 1924–1926    | eklektikus szecessziós keveredéssel        |            |
|     | Kispesti evangélikus templom             | Budapest,                       | 1924–1927    | neoromán-pártázatos neoreneszánsz          |            |
|     | Újpesti postapalota                      | Budapest, István út 18.         | 1927–1928    | neogót, felvidéki pártázatos neoreneszánsz |            |
|     | Rákosligeti evangélikus templom          | Budapest, XIX. u. 15.           | 1932         | neoromán                                   |            |
|     | Pestújhely-Újpalotai evangélikus templom | Budapest, Templom tér 10.       | 1933         | neoromán–pártázatos neoreneszánsz          |            |
|     | Rákosszentmihályi evangélikus templom    | Budapest, Hősök tere 10-11.     | 1933–1934    | neoromán–pártázatos neoreneszánsz          |            |
|     | Budafoki evangélikus templom             | Budapest, Játék u. 16.          | 1934–1935    | neoromán–pártázatos neoreneszánsz          |            |
|     | Angyalföldi evangélikus templom          | Budapest, Kassák Lajos utca 22. | 1937–1938    | neoklasszicista                            |            |
|     | Rákoshegyi evangélikus templom           | Budapest, Tessedik tér 1.       | 1938–1939    | neoromán                                   |            |
|     | Rákoscsabai evangélikus templom          | Budapest, Péceli út 146.        | 1939         | neoromán?                                  |            |
|     | Rákoskeresztúri evangélikus templom      | Budapest, Pesti út 111.         | 1943         | neoromán?                                  |            |

### Schulek János
| Kép | Név                            | Helyszín                         | Építés ideje | Stílusirányzat | Megjegyzés |
| --- | ------------------------------ | -------------------------------- | ------------ | -------------- | ---------- |
|     | Kelenföldi evangélikus templom | Budapest, Magyari István u. 1-3. | 1926–1928    | neoromán       |            |

### Sebestyén Artúr,Rupp JenőésLux Kálmán
| Kép | Név                              | Helyszín                   | Építés ideje | Stílusirányzat | Megjegyzés |
| --- | -------------------------------- | -------------------------- | ------------ | -------------- | --- |
|     | Székesfővárosi kislakásos bérház | Budapest, Váci út 170/a-c. | 1926         | neobarokk      | Épültek Liber Endre kislakásépítési programja keretében. Az igényesen megtervezett épületeket a díszeiktől később megfosztották, ma lecsupaszított formában láthatóak. |

### Sváb Gyula
| Kép | Név                            | Helyszín  | Építés ideje | Stílusirányzat  | Megjegyzés                                                                                        |
| --- | ------------------------------ | --------- | ------------ | --------------- | ------------------------------------------------------------------------------------------------- |
|     | Szabadsághegyi csillagvizsgáló | Budapest, | 1921–1926    | neoklasszicista | Ma: ELKH Csillagászati és Földtudományi Kutatóközpont Konkoly Thege Miklós Csillagászati Intézet. |

### Szőke Imre
| Kép | Név     | Helyszín                  | Építés ideje | Stílusirányzat | Megjegyzés |
| --- | ------- | ------------------------- | ------------ | -------------- | ---------- |
|     | lakóház | Budapest, Pannónia u. 50. | 1925–1926    | neobarokk      |            |
|     | lakóház | Budapest, Tátra u. 12/a.  | 1926         | neobarokk      |            |
|     | lakóház | Budapest, Pannónia u. 10. | 1927         | neobarokk      |            |
|     | lakóház | Budapest, Pannónia u. 21. | 1927         | neobarokk      |            |
|     | lakóház | Budapest, Pannónia u. 22. | 1926         | neobarokk      |            |
|     | lakóház | Budapest, Tátra u. 15/a.  | 1929         | neobarokk      |            |

### Tichtl György
| Kép | Név                  | Helyszín                           | Építés ideje | Stílusirányzat  | Megjegyzés                                                                          |
| --- | -------------------- | ---------------------------------- | ------------ | --------------- | ----------------------------------------------------------------------------------- |
|     | Lipót telefonközpont | Budapest, Váci út 17.              | 1927–1929    | neobarokk       | Az épület a Google kamera felvételei alapján 2009 és 2011 között elbontásra került. |
|     | Budafoki Főposta     | Budapest, Városház tér 19.         | 1929–1931    | neoklasszicista |                                                                                     |
|     | Lágymányosi Posta    | Budapest, Vásárhelyi Pál utca 4-6. | 1930         | neobarokk       |                                                                                     |

### Vágó László
| Kép | Név                                         | Helyszín                                                                 | Építés ideje | Stílusirányzat | Megjegyzés                                                        |
| --- | ------------------------------------------- | ------------------------------------------------------------------------ | ------------ | -------------- | ----------------------------------------------------------------- |
|     | a Magyar Általános Ingatlanbank Rt. bérháza | Budapest, Budapest, Üllői út 38-44. / Corvin köz 1-3. / József körút 86. | 1927–1928    | neobarokk      | A tömb József körúti oldala az 1950-es években elbontásra került. |

### Van Beek János
| Kép | Név                                                      | Helyszín                        | Építés ideje | Stílusirányzat  | Megjegyzés |
| --- | -------------------------------------------------------- | ------------------------------- | ------------ | --------------- | ---------- |
|     | Magyar Feltámadás Temploma (Budafoki református templom) | Budapest, Demjén István u. 2.   | 1927         | neoromán?       |            |
|     | Régi Fóti úti református templom                         | Budapest, Régi Fóti út          | 1927–1928    | neoromán        |            |
|     | Pestújhelyi református templom                           | Budapest, Sztárai Mihály tér 3. | 1928         | neoklasszicista |            |

### Véber JánosésSzakatics Mihály
| Kép | Név                           | Helyszín                  | Építés ideje | Stílusirányzat | Megjegyzés |
| --- | ----------------------------- | ------------------------- | ------------ | -------------- | ---------- |
|     | Árpádföldi református templom | Budapest, Menyhért u. 42. | 1935–1936    | neoromán?      |            |

### Vermes József
| Kép | Név                             | Helyszín                                     | Építés ideje | Stílusirányzat | Megjegyzés |
| --- | ------------------------------- | -------------------------------------------- | ------------ | -------------- | ---------- |
|     | Tátra téri Piac és Vásárcsarnok | Budapest, Pesterzsébet, Kossuth Lajos u. 82. | 1925         | eklektikus?    |            |

### Wälder Gyula
| Kép | Név                                                         | Helyszín                                                 | Építés ideje | Stílusirányzat | Megjegyzés                               |
| --- | ----------------------------------------------------------- | -------------------------------------------------------- | ------------ | -------------- | ---------------------------------------- |
|     | Székesfővárosi Közlekedési Rt. Székháza                     | Budapest, Akácfa utca 15–21.                             | 1925–1926    | neobarokk      | Ma: BKV székház.                         |
|     | Ganz és Társa Danubius Gép- Waggon- és Hajógyár Rt. bérháza | Budapest, Ugocsa utca 5.                                 | 1925–1926    | neobarokk      |                                          |
|     | lakóépület                                                  | Budapest, Fillér utca 40–42. / Lorántffy Zsuzsanna út 7. | 1926         | neobarokk      | Ma: brit követségi rezidencia.           |
|     | Budai Ciszterci Szent Imre Gimnázium                        | Budapest, Villányi út 27.                                | 1927–1929    | neobarokk      |                                          |
|     | Wälder Gyula családi háza                                   | Budapest, Himfy utca 9.                                  | 1928–1929    | neobarokk      | Ma: a Szent Imre egyházközség tulajdona. |
|     | Budai ciszterci Szent Imre-templom                          | Budapest, Villányi út 25.                                | 1937–1938    | neobarokk      |                                          |

### Wannenmacher Fábián
| Kép | Név                                            | Helyszín                                            | Építés ideje | Stílusirányzat                       | Megjegyzés                                                             |
| --- | ---------------------------------------------- | --------------------------------------------------- | ------------ | ------------------------------------ | ---------------------------------------------------------------------- |
|     | Tarján Aladár és ifj. Walla József Rt. bérháza | Budapest, Katona József u. 31. / Hollán Ernő u. 11. | 1926         | neobarokk, gótikus részletekkel      | Az épület késő modern Ongroplast műanyag homlokzati burkolatot kapott. |
|     | Star Építőipari Rt. bérháza                    | Budapest, Balzac u. 15. / Hegedüs Gyula u. 31.      | 1927         | art déco népies reneszánsz elemekkel |                                                                        |

### Weichinger Károly
| Kép | Név                    | Helyszín                     | Építés ideje | Stílusirányzat | Megjegyzés |
| --- | ---------------------- | ---------------------------- | ------------ | -------------- | ---------- |
|     | Újbudai pálos kolostor | Budapest, Gellért rakpart 1. | 1934         | neoromán       |            |

### Wellisch Andor
| Kép | Név                                         | Helyszín                    | Építés ideje | Stílusirányzat | Megjegyzés |
| --- | ------------------------------------------- | --------------------------- | ------------ | -------------- | ---------- |
|     | Új lóversenytér I. és II. osztályú tribünje | Budapest, Albertirsai út 2. | 1923–1924    | neobarokk      |            |
|     | a Salgótarjáni Kőszánbánya székháza         | Budapest, Sas u. 25.        | 1923–1924    | neobarokk      |            |
|     | Rákospalota elemi iskola                    | Budapest, Kozák tér 13-16.  | 1928         | neobarokk      | <small     |

### ismeretlen építészek alkotásai
| Kép | Név                                                           | Helyszín                              | Építés ideje | Stílusirányzat | Megjegyzés |
| --- | ------------------------------------------------------------- | ------------------------------------- | ------------ | -------------- | ---------- |
|     | Pestszentlőrinci Mária Szeplőtelen Szíve főplébániatemplom    | Budapest, Batthyány Lajos u. 87/B.    | 1923–1925    | neogót         |            |
|     | Gránátos utcai izraelita temető ravatalozóépülete             | Budapest, Csucsor utca 12.            | 1927?        | neomór?        |            |
|     | Budapest-Csillaghegyi Jézus Szíve Jézus szíve plébániatemplom | Budapest (III. kerület), Lehel u. 14. | 1928         | neoromán?      |            |
|     | Kispesti Jézus Szíve templom                                  | Budapest, Áchim András u. 78.         | 1929–1939    | neoromán?      |            |
|     | Szent Szabina-kápolna                                         | Budapest, Péterhegyi út. 67.          | 1931         | neobarokk?     |            |

## Egyéb
- Erzsébet királyné budapesti emlékműve (Hikisch Rezső, 1932)

## Egyéb hivatkozások
- Építészetünk a két világháború között In: szerk. Kollega Tarsoly István, Bekény István, és Dányi Dezső: Magyarország a XX. században, Babits Kiadó, Szekszárd, 1996–2000, ISBN 963-9015-08-3, III. kötet, 1998, 133-144. o.
- Új eklektikus irányzatok In: Pamer Nóra: Magyar építészet a két világháború között, Műszaki Könyvkiadó, Budapest, 1986, ISBN 963-10-6505-7, 11-39. o.
- Déry Attila – Merényi Ferenc: Magyar Építészet 1867–1945, Urbino Kft., Szekszárd, 2005, ISBN 963-00-3490-5, 173-195. o.
- Kiss Attila: Az új historizmus In: Bolla Zoltán: Újlipótváros építészete 1861–1945. Budapest: Ariton Kft. 2019.  ISBN 9786150058528 , 41-43. o.